# Sukanagalih (Rajapolah)
Sukanagalih is een bestuurslaag in het regentschap Tasikmalaya van de provincie West-Java, Indonesië. Sukanagalih telt 3784 inwoners (volkstelling 2010).